# 竹ちくわ
竹ちくわ（たけちくわ）は、徳島県の小松島市のほか徳島市や鳴門市などで製造されている水産加工品。竹に魚肉のすり身を巻きつけて焼いたちくわである。

## 概要
竹の周囲にスケトウダラ、グチ、ハモ、キンメダイなどのすり肉を付けて焼いたもので、両端の竹をつまんで身の部分を齧り食べる。醤油やすだちを絞って食べることもある。
平安時代末期に起こった屋島の戦いで、小松島に源義経の軍勢が上陸した際に、地元の漁夫たちの食していた竹ちくわを所望したという伝承がある。
小松島港と和歌山や阪神方面を結ぶ阿摂航路では、港（小松島港仮乗降場）の販売所や最寄りの駅に竹ちくわの販売スタンドが立ち並んでいた。神戸（須磨港） - 淡路島（大磯港）の航路でも船内と発着港で自動販売機による販売が行われていた。この竹ちくわの自動販売機は航路廃止後に高速道路のサービスエリアなどに移設されたが、2023年5月現在、淡路ハイウェイオアシスに1台のみが残っている。
徳島県のマスコットキャラクター・ちっかーずは、この竹ちくわをモチーフとしている。